# Les Motards (film)
Pour plus de détails, voir Fiche technique et Distribution.
Les Motards est un film français réalisé par Jean Laviron, sorti en 1959.

## Synopsis
Marc, brigadier-motocycliste, est fiancé à la charmante Véronique. Or son futur beau-frère, le maladroit Roger, meneur d'une bande de motards du dimanche, s'est mis en tête de rentrer lui aussi dans la police motocycliste...

## Fiche technique
- Titre : Les Motards
- Réalisation : Jean Laviron
- Scénario : Jean Laviron, Roger Pierre et Jean-Marc Thibault
- Musique : Henri Crolla
- Photographie : Marc Fossard et Claude Matalou
- Son : René Longuet
- Montage : Denise Baby
- Affiche de Gilbert Allard
- Production : Pierre Gurgo-Salice
- Sociétés de production : Lux Compagnie Cinématographique de France, Téléfrance Films, Éclectiques-Films
- Directeur de production : Roger Deplanche
- Pays d'origine :  France
- Format :Noir et blanc - 1,37:1 - 35 mm - Son mono
- Genre : Comédie
- Durée : 88 minutes
- Date de sortie : 
  - France - 18 mars 1959
- Affiche : Gilbert Allard (France)

## Distribution
- Roger Pierre : Roger
- Jean-Marc Thibault : Marc Pugnaire
- Francis Blanche : Son Excellence Curacagua, plénipotentiaire d'Amérique latine
- Jacqueline Maillan : La professeur de danse
- Colette Deréal : Wanda
- Véronique Zuber : Véronique
- Alexandra Stewart : La speakerine
- Jean-Marie Amato
- Jack Ary : Un motard
- Paul Demange : Le coiffeur
- Hubert Deschamps : Le brigadier Plochut
- Max Desrau
- Jacques Dhery
- Daniel Emilfork : L'espion aux pompes funèbres
- Maxime Fabert : Un haut fonctionnaire
- Gib Grossac : L'espion qui mange des bananes
- René Hiéronimus
- Georges Lycan : Un espion
- Albert Michel : Le facteur myope
- Max Montavon
- André Numès Fils : Un espion
- Mario Pilar
- Nicole Régnault
- Jean-Marie Robain : Un haut fonctionnaire
- Roger Saget : Bertrand, l'aubergiste
- Jean Sylvain
- Michel Thomass
- Nono Zammit
- Brigitte Barbier
- Celmas
- Yolande Cola
- Hubert de Malet
- Michel Dumur
- Lud Germain
- Jacqueline Le Bihan
- Jean-Pierre Moutier
- Michèle Nadal
- Hugues Wanner

## Autour du film
- 17e au box-office de 1959 avec 3 317 271 entrées.

## Anecdotes
- La célèbre phrase des dragueurs « C'est à vous ces beaux yeux » est tirée de ce film.
- Georges Monneret a donné des cours de conduite moto à Roger Pierre et Jean-Marc Thibault pour le tournage du film.
- La séquence de la course poursuite dans une carrière, qui dure environ 10 min, a été tournée à l'été 1958 dans la carrière Lambert de Cormeilles-en-Parisis[1]. Les comédiens utilisent le matériel de la carrière qui exploite des matériaux de construction : gypse pour le plâtre, marnes pour la chaux et le ciment, argile pour les briques, sable. Les bancs de la carrière sont ainsi sillonnés par un chemin de fer à voie étroite avec petites locomotives à vapeur et wagonnets. Roger Pierre et Jean-Marc Thibault pilotent la locomotive n° 2 de marque Henschel 020T type 80PS, datant de 1913. On y voit aussi une excavatrice à godets.